# Airport (film)
Pour les articles homonymes, voir Airport.
Série
747 en péril
(1974)
Pour plus de détails, voir Fiche technique et Distribution.
Airport ou Aéroport au Québec est un film américain réalisé par George Seaton et sorti en 1970. Il s'agit d'une adaptation du roman du même nom d'Arthur Hailey.
C'est un des tout premiers succès de la vague des films catastrophe des années 1970. Il donnera naissance à plusieurs suites.

## Synopsis
À la suite d'une tempête de neige, un avion s'embourbe sur la piste principale de l'aéroport (fictif) international de Lincoln près de Chicago et bloque le trafic. Le directeur général, Mel Bakersfeld, fait appel à Joe Patroni pour diriger les équipes de secours. Pendant ce temps, le pilote Vernon Demarest, beau-frère de Bakersfeld, prépare le vol de son Boeing à destination de Rome. Il ne sait pas qu'un désespéré veut profiter du vol pour se suicider en faisant sauter l'avion.

## Fiche technique
Sauf indication contraire, les informations mentionnées dans cette section peuvent être confirmées par la base de données cinématographiques IMDb,  présente dans la section « Liens externes ».
- Titre original et français : Airport
- Titre québécois : Aéroport
- Réalisation : George Seaton
- Scénario : George Seaton, d'après le roman Airport d'Arthur Hailey
- Musique : Alfred Newman
- Direction artistique : Alexander Golitzen et E. Preston Ames
- Costumes : Edith Head
- Photographie : Ernest Laszlo
- Montage : Stuart Gilmore
- Production : Ross Hunter
  - Production associée : Jacques Mapes, Gordon Cornell Layne (non crédité)
- Sociétés de production : Universal Pictures et Ross Hunter Productions
- Sociétés de distribution : Universal Pictures, Universal Pictures France
- Budget : 10 000 000 $ US[1]
- Pays de production :  États-Unis
- Langues originales : anglais et italien
- Format : couleur (Technicolor) — 70 mm — 2,20:1 — son : Stéréo 4 pistes (copies magnétiques 35 mm) / 70 mm 6 pistes (Westrex Recording System) (copies 70 mm) / Mono (copies optiques 35 mm)
- Genre : catastrophe
- Durée : 137 minutes
- Dates de sortie : 
  - États-Unis : 5 mars 1970
  - France : 3 avril 1970
- Classification :
  - France : tous publics
  - Canada : PG (Ontario) / USA : G
- Affiche : René Ferracci (France)

## Distribution
- Burt Lancaster (VF : Claude Bertrand) : Mel Bakersfeld
- Dean Martin (VF : Jean-Claude Michel) : le capitaine Vernon Demerest
- Jean Seberg (VF : Jeanine Freson) : Tanya Livingston
- Jacqueline Bisset (VF : Évelyn Séléna) : Gwen Meighen
- George Kennedy (VF : André Valmy) : Joe Patroni
- Helen Hayes (VF : Henriette Marion) : Ada Quonsett
- Van Heflin (VF : Serge Nadaud) : D. O. Guerrero
- Maureen Stapleton (VF : Jacqueline Ferrière) : Inez Guerrero
- Barry Nelson (VF : Marc Cassot) : Capt. Anson Harris
- Dana Wynter (VF : Claude Gensac) : Cindy Bakersfeld
- Lloyd Nolan (VF : Pierre Leproux) : Harry Standish
- Barbara Hale (VF : Nicole Maurey) : Sarah Bakersfeld Demerest
- Gary Collins : Cy Jordan
- John Findlater (VF : Serge Lhorca) : Peter Coakley
- Jessie Royce Landis : Harriet DuBarry Mossman
- Larry Gates (VF : Yves Brainville) : le commissaire Ackerman
- Peter Turgeon : Marcus Rathbone
- Whit Bissell (VF : Jacques Mauclair) : M. Davidson
- Paul Picerni (VF : Jean Berger) : Dr Compagno
- Virginia Grey : Mme Schultz
- Lou Wagner (VF : Bernard Tiphaine) : Schuyler Schultz
- James Nolan (VF : Georges Hubert) : le père Steven Lonigan

Non crédités au générique
- Eve Brent : Mme David Corman, une passagère
- Nick Cravat : Nick Valli, un passager
- Harry Harvey : Dr Avery Smith, un passager
- Celia Lovsky : Mme Williams, une passagère
- Eve McVeagh : Mme Henry Bron, une passagère
- Belle Mitchell : Bertha Kaplan, une passagère
- Kathleen O'Malley : Mme Chuck Beale, une passagère
- Pat Priest : Mme Jerry Copeland, une passagère
- Quinn K. Redeker (VF : Vincent Davy) : John Reindel, steward au sol
- Frederick Worlock : Frederick Williams, un passager

## Production
Le tournage a lieu à l'aéroport international de Minneapolis-Saint-Paul et en Californie dans les Universal Studios.

## Distinctions
- Primé aux Academy Awards de 1971 de l'Oscar de la meilleure actrice dans un second rôle (Best Actress in a Supporting Role) en faveur de Helen Hayes (qui ne fut pas présente à la cérémonie, et c'est Rosalind Russell qui reçut le prix)
- Primé aux Golden Globes de 1971 d'un Golden Globe du meilleur second rôle féminin (Best Supporting Actress) en faveur de Maureen Stapleton (partagé avec Karen Black pour Five Easy Pieces 1970).
- Primé aux Laurel Awards de 1971 d'un Golden Laurel pour le meilleur second rôle féminin (Best Supporting Performance, Female) en faveur de Helen Hayes
- Primé aux Motion Picture Sound Editors de 1971 d'un Golden Reel Award pour le meilleur enregistrement des dialogues (Best Sound Editing - Dialogue)

## Suites et postérité
Ce film déclencha une vague de films catastrophes aériens dans les années 1970. Il est parodié en 1980 par les frères David et Jerry Zucker avec Y a-t-il un pilote dans l'avion ?. Le concept du dépressif à la bombe sera particulièrement repris dans Y a-t-il enfin un pilote dans l'avion ?.
Le film connait par ailleurs trois suites avec le retour de George Kennedy dans le rôle de Joe Patroni :
- 1974 : 747 en péril (Airport 1975) de Jack Smight
- 1977 : Les Naufragés du 747 (Airport '77) de Jerry Jameson
- 1979 : Airport 80 Concorde (The Concorde... Airport '79) de David Lowell Rich

## Autour du film
- C'est le dernier film de l'acteur Van Heflin et du compositeur Alfred Newman.
- Christopher Lloyd y fait deux apparitions dans le film : D'abord dans le rôle du patron du restaurant où D.O. Guerrero quitte sa femme, puis dans celui d'un passager du bus.